# 2164 Lyalya
2164 Lyalya је астероид главног астероидног појаса чија средња удаљеност од Сунца износи 3,188 астрономских јединица (АЈ).
Апсолутна магнитуда астероида је 11,8.